# Microphylum
Il microphylum (pl. microphyla) è una categoria tassonomica, utilizzata in biologia per la classificazione scientifica delle forme di vita. Rappresenta un taxon appartenente al gruppo del phylum, ed è gerarchicamente inferiore all'infraphylum e superiore alle classi, a loro volta precedute da eventuali nanophylum e superclassi.